# Juanmi
Juanmi (* 20. Mai 1993 in Coín, Andalusien; bürgerlich Juan Miguel Jiménez López) ist ein spanischer Fußballspieler auf der Position eines Stürmers und Mittelfeldspielers. Seit der Saison 2019/20 steht er bei Betis Sevilla in der Primera División unter Vertrag und ist aktuell an den FC Cádiz ausgeliehen.

## Vereinskarriere

### Karrierebeginn in der Heimat
Seine Karriere begann der im Jahre 1993 in der Stadt Coín in Andalusien geborene Juanmi im Nachwuchsbereich des FC Málaga im etwas mehr als 30 Kilometer entfernten Málaga, nachdem er, anderen Quellen zufolge, bereits beim Lokalverein Atlético Coín im Einsatz war. Nach einigen Jahren im Nachwuchs schaffte er im Alter von 15 Jahren den Sprung in die B-Mannschaft des Vereins, die bereits zu diesem Zeitpunkt ihren Spielbetrieb in der viertklassigen Tercera División hatte. Obgleich er parallel dazu auch noch im vereinseigenen Nachwuchs eingesetzt wurde, gab er am 13. Dezember 2009 beim 3:1-Auswärtssieg über den CD Vera de Almería sein Debüt, als er in der 71. Spielminute für Samuel eingewechselt wurde. Bei seinem zweiten Viertligaeinsatz am 20. Dezember 2009 bei einem 1:1-Heimremis gegen Arenas de Armilla Cultura y Deporte war er bereits über die volle Spieldauer im Einsatz. Insgesamt brachte er es in dieser Saison auf 13 torlose Meisterschaftseinsätze für Atlético Malagueño, die B-Mannschaft des FC Málaga. Nach einem passablen Saisonverlauf landete er mit dem Team auf dem sechsten Tabellenplatz in der Gruppe 9. Gleichzeitig brachte er es in dieser Spielzeit im Nachwuchs des FC Málaga auf acht Spiele, in denen er gleich 14 Tore erzielte. Noch in der Sommerpause vor der Spielzeit 2010/11 wurde Juanmi, der durch seine Leistungen in der B-Mannschaft, aber vor allem in der vereinseigenen Jugend auffiel, als Fixzugang in den Profikader des südspanischen Klubs geholt.

### Profidebüt beim FC Málaga
Bereits mehr als ein halbes Jahr zuvor kam Juanmi am 13. Januar 2010 zu seinem Pflichtspieldebüt für das Profiteam. Dabei wurde er in der Copa del Rey 2009/10 in der Achtelfinalbegegnung gegen den FC Getafe ab der zweiten Halbzeit eingesetzt und erzielte bei der klaren 1:5-Niederlage auch den einzigen Treffer seines Teams. Mit diesem Einsatz machte er sich zum einen zum jüngsten Profidebütanten des Vereins und zum anderen zum jüngsten Profitorschützen in der Vereinsgeschichte der Südspanier. Nur einige Tage später gab Juanmi am 17. Januar 2010 sein Debüt in der Primera División, als er beim 1:0-Heimsieg abermals über den FC Getafe in der 81. Minute für den erfahreneren Defensivakteur Juanito eingewechselt wurde. Vier weitere Einsätze als Ersatzspieler folgten zum Ende der Saison 2009/10, in der es das Team gerade noch auf den 17. Tabellenplatz schaffte, nachdem es über längere Zeit in den Abstiegskampf verwickelt war. Beim Saisonauftakt 2010/11 gegen den FC Valencia am 28. August 2010 kam der 16-Jährige zwar abermals nur zu einem Kurzeinsatz für das Profiteam, empfahl sich durch seine Leistungen aber und wurde bereits in der darauffolgenden Runde gegen Real Saragossa erstmals von Beginn an eingesetzt. Dabei gelang ihm in der siebenten und 29. Minute jeweils ein Tor, wobei die Mannschaft kurzzeitig nach 35 absolvierten Minuten bereits mit 5:0 in Führung lag, um am Ende doch nur mehr mit 5:3 zu gewinnen.
Für Juanmi war dies ein weiterer Eintrag in die Geschichtsbücher des Vereins, da er damit zum jüngsten Spieler wurde, der für den FC Málaga in der Primera División zum Torerfolg kam. Des Weiteren ist er auch der jüngste Spieler der Liga, dem in einer Begegnung zwei Treffer gelangen. Nachdem er danach noch einige Profiligaspiele absolviert hatte, wurde es mit der Zeit etwas ruhiger um den torgefährlichen Nachwuchsstürmer, der in der Zwischenzeit vor allem bei der B-Mannschaft eingesetzt wurde. Obgleich er zwischendurch kurz zu Einsätzen für die Profis kam, kam er eigentlich erst ab der 24. Runde zu regelmäßigen Ligaauftritten für die Profis, für die er bis dato (Stand: 10. April 2011) in 14 Ligapartien vier Treffer erzielte. Zu einem Einsatz über die volle Spieldauer brachte er es für die Profis allerdings noch nie. Des Weiteren war er auch bei der hohen 0:7-Niederlage gegen Real Madrid im März 2011 im Einsatz. Parallel zu seiner Zeit in der Primera División, absolvierte der junge Spanier auch zahlreiche weitere Spiele für die B-Mannschaft in der Viertklassigkeit.
In der Rückrunde der Saison 2012/13 wurde er an Racing Santander ausgeliehen. Dort kam er auf 19 Einsätze in der Segunda División.
Zur Saison 2013/14 kehrte Juanmi nach Málaga zurück und erhielt mehr Einsatzzeiten. In 22 Ligaspielen erzielte er vier Treffer. Der Durchbruch gelang Juanmi in der Saison 2014/15. Ende September 2014 verlängerte er seinen Vertrag bis zum 30. Juni 2018. Ende Januar 2015 erhielt Juanmi die Rückennummer 11 und wurde endgültig in die erste Mannschaft aufgenommen.

### Wechsel in die Premier League
Zur Saison 2015/16 wechselte Juanmi in die Premier League zum FC Southampton. Er erhielt einen Vierjahresvertrag bis zum 30. Juni 2019.

### Zurück nach Spanien
Nach nur einem Jahr in England wechselte er zurück nach Spanien zu Real Sociedad. Seit 2019 steht Juanmi bei Betis Sevilla unter Vertrag. Für die Spielzeit 23/24 wurde er zu Al-Riyadh verliehen. Ende Januar 2024 wurde die Leihe vorzeitig abgebrochen und Juanmi zog leihweise weiter zum FC Cádiz.

## Nationalmannschaftskarriere
Nachdem er anfangs bereits mit der spanischen U-16-Auswahl aktiv gewesen war, wurde er im Jahre 2009 erstmals in den U-17-Kader seines Heimatlandes berufen. Mit der Mannschaft nahm er an verschiedenen Länderspielen bzw. Mini-Turnieren teil und brachte es bis zu seinem Austritt aus dem U-17-Team im Jahre 2010 auf sechs absolvierte Länderspiele und fünf erzielte Treffer. Bald darauf folgte im Jahre 2011 eine Einberufung in die U-18-Auswahl Spaniens, mit der er unter anderem an der Torneo del Atlántico 2011, der insgesamt 37. Austragung dieses Jugendturniers, teilnahm. Bis dato (Stand: 10. April 2011) kam er so in zwei Partien des U-18-Teams zum Einsatz und erzielte ebenso viele Tore. Des Weiteren wurde er im April 2011 erstmals für zwei Begegnungen der spanischen U-19-Nationalelf einberufen. Mit der U19-Auswahl gewann Juanmi 2011 und 2012 die U-19-Europameisterschaft.
Am 23. März 2015 wurde Juanmi von Vicente del Bosque erstmals in den Kader der A-Auswahl berufen. Er debütierte am 31. März 2015 bei der 0:2-Testspielniederlage gegen die Niederlande.

## Erfolge und Auszeichnungen
Betis Sevilla
- Spanischer Pokalsieger: 2022

Nationalmannschaft
- U19-Europameister: 2011, 2012

Individuelle Auszeichnungen
- Spieler des Monats der Primera División: Dezember 2021